# After Yang
After Yang ist ein Science-Fiction-Drama des US-amerikanischen Filmemacher Kogonada, das im Juli 2021 bei den Internationalen Filmfestspielen von Cannes seine Premiere feierte und am 4. März 2022 in die US-Kinos kam.

## Handlung
Jake ist Inhaber eines Teeladens und lebt mit seiner Familie in einem im japanischen Stil eingerichteten Eichler-Haus. Er und seine Frau Kyra haben ein chinesisches Mädchen adoptiert, und damit Mika etwas über ihre chinesische Kultur, Sprache und Wurzeln erfährt, haben sie einen gebrauchten und empfindungsfähigen Androiden gekauft, einen Jungen namens Yang, der mit ihr aufwächst und ihr hilft, sich bei ihnen wohl zu fühlen.
Als Yang eines Tages eine Fehlfunktion hat und einfach nicht mehr reagiert, ist Jake zunächst verärgert, besonders weil Yangs Garantiezeit abgelaufen ist und ihm ein Ersatz zu teuer wäre. Kyra bittet ihn, das Problem schnell zu lösen, bevor ihre Tochter völlig verzweifelt ist. So begibt sich Jake in die Reparaturwerkstatt von Russ, der ihm zwar wenig Hoffnung machen kann, aber zumindest den Speicher aus Yangs Brust entfernt. Diesen bringt Jake in ein Technologiemuseum, in der Hoffnung, Informationen darüber zu erhalten, was seinen Systemabsturz bewirkt hat. Dort erklärt ihm Cleo, eine Expertin für Künstliche Intelligenz, man könne ihm über eine VR-Brille Zugang zu Yangs Erinnerungsprotokoll gewähren.
Als Jake mit dieser Reisen in Yangs Unterbewusstsein unternimmt, erfährt er nicht nur, dass es der größte Wunsch des Androiden war, echte Emotionen zu erleben, sondern er bereits ein ganzes Leben lebte, bevor er zu ihnen kam. Auch erfährt er, was Yang seine Tochter gelehrt hat und was diese ihm umgekehrt anvertraute. Jake beschließt, mit einem Menschen aus Yangs Vergangenheit Kontakt aufzunehmen.

## Produktion
Die zugrundeliegende Kurzgeschichte Saying Goodbye to Yang stammt von Alexander Weinstein. Diese wurde 2016 in dessen Kurzgeschichtensammlung Children of the New World veröffentlicht. Im Juni 2018 wurde bekannt, dass Theresa Park die Rechte an dieser Kurzgeschichte erworben hatte.
Regie führte Kogonada, der auch das auf Weinsteins Geschichte basierende Drehbuch schrieb. Es handelt sich nach Columbus um den zweiten Film des US-amerikanischen Filmemachers.

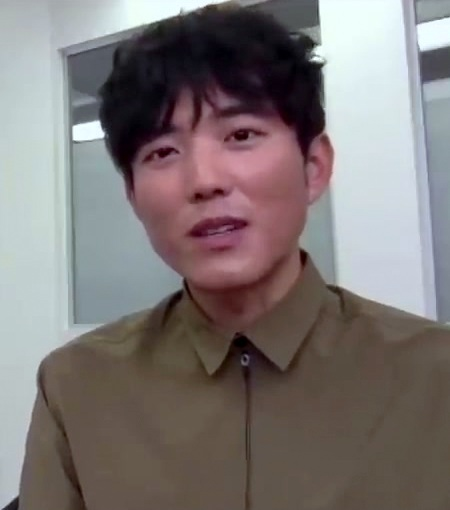
Justin H. Min spielt Yang

Justin H. Min spielt in der Titelrolle die K.I. Yang. Colin Farrell spielt Vater Jake, Jodie Turner-Smith Mutter Kyra und Malea Emma Tjandrawidjaja ihre Adoptivtochter Mika. Sarita Choudhury übernahm die Rolle der KI-Expertin Cleo im örtlichen Museum. Haley Lu Richardson spielt Ada, die Yang aus einem früheren Leben kannte.
Als Kameramann fungierte Benjamin Loeb, mit dem Kogonada bereits Columbus drehte.
Die Musik für den Film stammt von Ryūichi Sakamoto und Aska Matsumiya. Während Sakamoto das Theme beisteuerte, stammt die eigentliche Filmmusik von Matsumiya. Das Soundtrack-Album mit insgesamt 16 Musikstücken wurde zum US-Kinostart von Milan Records als Download veröffentlicht.
Der Weltvertrieb wurde von A24 übernommen. Die Premiere erfolgte am 8. Juli 2021 bei den Internationalen Filmfestspielen von Cannes, wo der Film in der Reihe Un Certain Regard gezeigt wurde. Anwesend waren neben Regisseur Kogonada auch Turner-Smith, Lu Richardson und die 9-jährige Malea Emma Tjandrawidjaja. Ende Januar 2022 wurde der Film beim Sundance Film Festival in der Sektion Spotlight gezeigt. Kurz danach stellte A24 den ersten Trailer vor. Der Start in ausgewählten US-Kinos erfolgte am 4. März 2022. Im März 2022 wurde er auch beim Luxembourg City Film Festival gezeigt und Anfang April 2022 beim Sarasota Film Festival. Im August 2022 erfolgten Vorstellungen beim Edinburgh International Film Festival.

## Rezeption

### Kritiken
Von den bei Rotten Tomatoes erfassten Kritiken sind 90 Prozent positiv bei einer durchschnittlichen Bewertung mit 7,9 der möglichen 10 Punkte. Auf Metacritic erhielt der Film einen Metascore von 78 von 100 möglichen Punkten.

### Auszeichnungen
Chicago Film Critics Association Awards 2022
- Nominierung für das Beste adaptierte Drehbuch (Kogonada)
- Nominierung für das Beste Szenenbild[15]

Critics’ Choice Super Awards 2023
- Nominierung als Bester Schauspieler in einem Science-Fiction-/Fantasyfilm (Colin Farrell)[16]

Gotham Awards 2022
- Nominierung für das Beste Drehbuch (Kogonada)
- Nominierung als Bester Darsteller (Colin Farrell)[17]

Independent Spirit Awards 2023
- Nominierung für die Beste Regie (Kogonada)
- Nominierung für das Beste Drehbuch (Kogonada)[18]

Internationale Filmfestspiele von Cannes 2021
- Nominierung für den Prix Un Certain Regard

London Critics’ Circle Film Awards 2023
- Nominierung als Bester britischer Darsteller (Colin Farrell, auch für The Banshees of Inisherin, The Batman & Dreizehn Leben)[19]

National Society of Film Critics Awards 2023
- Auszeichnung als Bester Hauptdarsteller (Colin Farrell, auch für The Banshees of Inisherin)[20]

New York Film Critics Circle Awards 2022
- Auszeichnung als Bester Hauptdarsteller (Colin Farrell)

Sundance Film Festival 2022
- Auszeichnung mit dem Alfred P. Sloan Feature Film Prize